# Жентиу-ду-Ору
Жентиу-ду-Ору (порт. Gentio do Ouro) — муниципалитет в Бразилии, входит в штат Баия. Составная часть мезорегиона Северо-центральная часть штата Баия. Входит в экономико-статистический микрорегион Иресе. Население составляет 9502 человека на 2006 год. Занимает площадь 3671,237 км². Плотность населения — 2,6 чел./км².
Праздник города — 9 июля.

## История
Город основан в 1890 году.

## Статистика
- Валовой внутренний продукт на 2003 год составляет 20 211 980,00 реалов (данные: Бразильский институт географии и статистики).
- Валовой внутренний продукт на душу населения на 2003 год составляет 2060,35 реалов (данные: Бразильский институт географии и статистики).
- Индекс развития человеческого потенциала на 2000 год составляет 0,575 (данные: Программа развития ООН).